# 鷺山城
鷺山城（さぎやまじょう）は、岐阜県岐阜市にあった平安時代末期または鎌倉時代から戦国時代にかけての日本の城。標高68メートルの鷺山の山頂にある。麓には福光御構（蝉土手城館）が築かれていた。

## 歴史

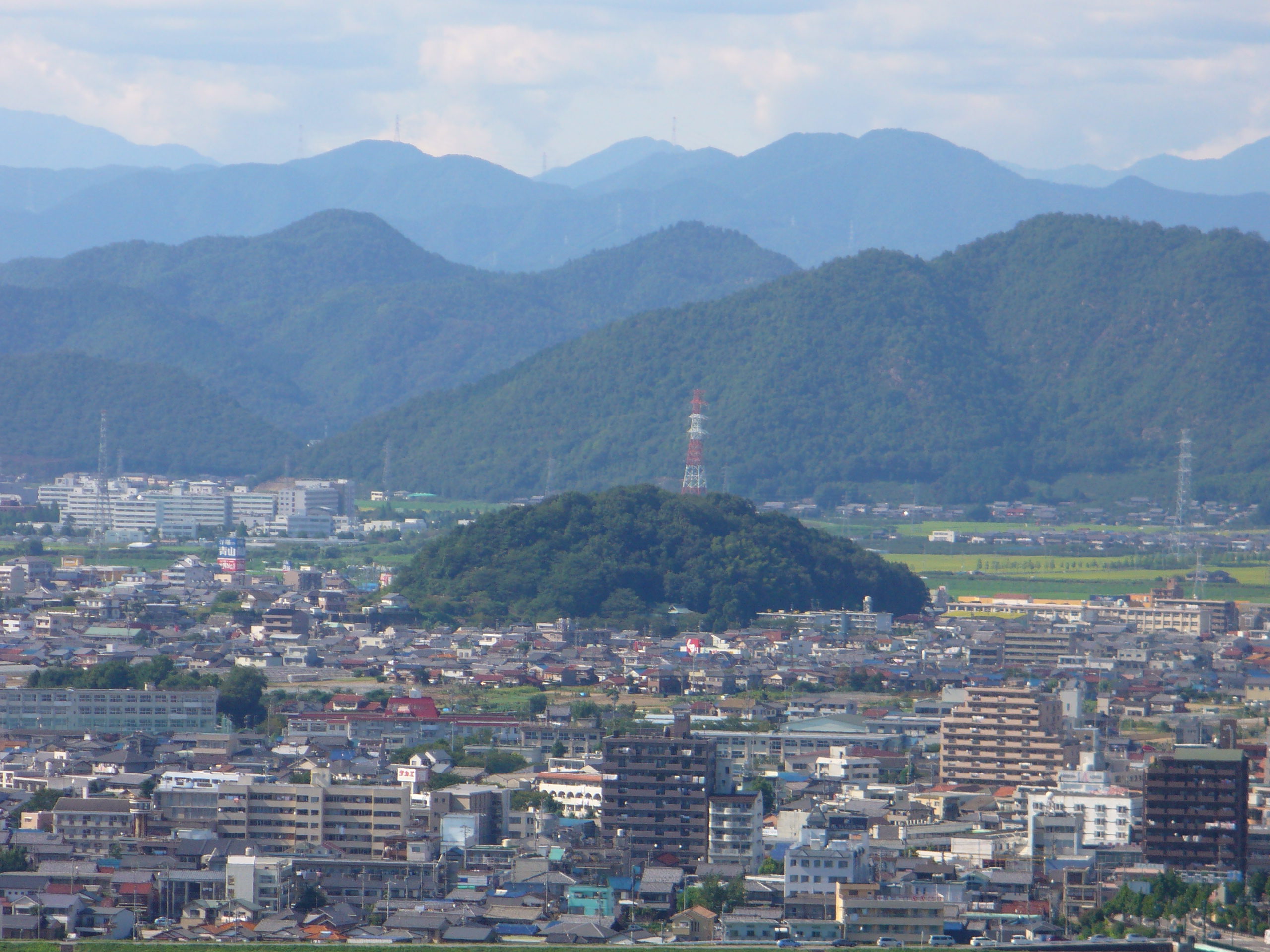
中央の小高い山が鷺山城のあった鷺山

鎌倉時代の文治年間（1185年 - 1190年）、佐竹常陸介秀義が築城する。
室町時代、美濃国守護大名である土岐氏が文和2年（1353年）に川手城を築城するとその支城となったとされる。
永正6年（1509年）土岐政房の命で斎藤利綱が福光御構の普請を行っており、川手城から鷺山城に美濃守護所が移された。
永正16年（1519年）に土岐政房が死去すると、政房により追放されていた土岐頼武と守護代・斎藤利良は越前国の大名朝倉孝景の支援を受けて、福光御構、鷺山城、池戸城を落とし、福光御構に入った。大永5年（1525年）には、頼武の弟・土岐頼芸に鷺山城が占拠され、翌年迄に頼武は鷺山城を奪い返している。この内訌は享禄3年（1530年）まで続いたが、長井長弘や長井新左衛門尉（斎藤道三の父）に支援された頼芸方が勝利し、頼武は大桑城に入っている。
天文元年（1532年）頼芸は枝広館（現：長良公園）に移ったが、天文4年（1535年）の大洪水により枝広館は流された。
なお、同年には斎藤道三と小見の方（明智光継の娘）との間に濃姫が生まれて、1548年（天文17年）、道三が家督を息子の斎藤義龍に譲ると鷺山城に隠居し、濃姫は天文18年（1549年）2月24日にここから尾張国の織田信長に嫁いだので、鷺山殿と呼ばれている。
しかし義龍は、道三が義龍の弟（斎藤龍定）に名門一色姓を名乗らせたことから、弟に家督に譲るつもりと思って、1555年（弘治元年）、道三を鷺山城から追放する。翌1556年（弘治2年）、義龍は道三を攻め滅ぼし、これを討ち取った（長良川の戦い）。この戦いの後、鷺山城は廃城となったとされる。

## 歴代城主
佐竹氏
- 佐竹秀義

土岐氏
- 土岐政房：美濃守護。父土岐成頼と弟土岐元頼を倒し家督を継いだ（船田合戦）。
- 土岐頼武：政房の子。越前朝倉氏の支援により、父の政房や弟の頼芸と争った。
- 土岐頼純：頼武の子。頼武と頼芸の和睦により守護に就任したが１年で死去した。
- 土岐頼芸：政房の子。兄・土岐頼武に勝利し守護に就任したが、斎藤道三に下克上された。

斎藤氏
- 斎藤道三：頼芸の家臣。長良川の戦いにより、嫡子斎藤義龍に敗れ戦死した。

## 現状
1964年（昭和39年）、東海道新幹線や名神高速道路の建設用土砂の採取のため鷺山城があった鷺山の一部は削り取られ、この時鷺山城の礎石と思われる石が発見されている。
一部は削り取られたが、城跡は保存され、土塁、堀等がある。岐阜市鷺山水門社宅2棟傍に、山から伸びた土塁の一部が残る。館跡の物と思われる。